# Sodom (album)
Sodom – album grupy Sodom. Do utworu City of God powstał teledysk. Płyta dotarła do 64. miejsca listy Media Control Charts w Niemczech.

## Lista utworów
1. "Blood On Your Lips"
2. "Wanted Dead"
3. "Buried In The Justice Ground"
4. "City of God"
5. "Bibles and Guns"
6. "Axis of Evil"
7. "Lords of Depravity"
8. "No Captures"
9. "Lay Down the Law"
10. "Nothing to Regret"
11. "Enemy Inside"
12. "Kamikaze Terrorist" - bonus wydany tylko w Japonii

## Twórcy
1. Thomas "Tom Angelripper" Such – wokal, gitara basowa
2. Bernemann – gitara
3. Bobby Schottkowski – perkusja